# Lista de pessoas executadas por heresia
Essa lista contém pessoas executadas por heresia por vários grupos religiosos.

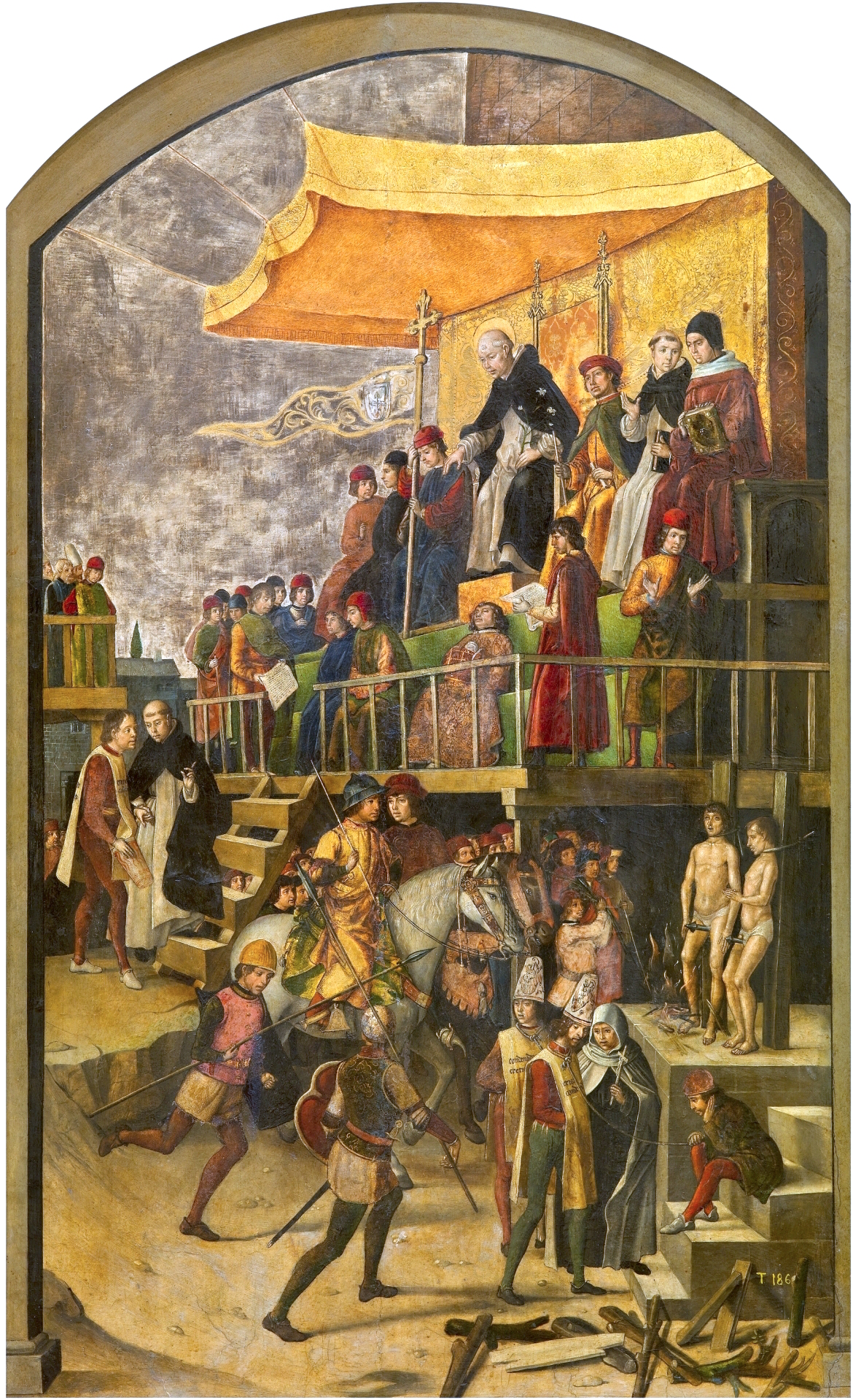
Pedro Berruguete: São Domingos Presidindo a um Auto-de-fé (1475). As representações da inquisição retratam frequentemente os chamados hereges sendo queimados na fogueira durante os autos de fé, o que de facto não acontecia, pois as penas eram executadas mais tarde e geralmente em local diferente. Também a presença de São Domingos, o fundador dos Dominicanos, não poderia ter acontecido - ele falecera antes do estabelecimento da Inquisição.

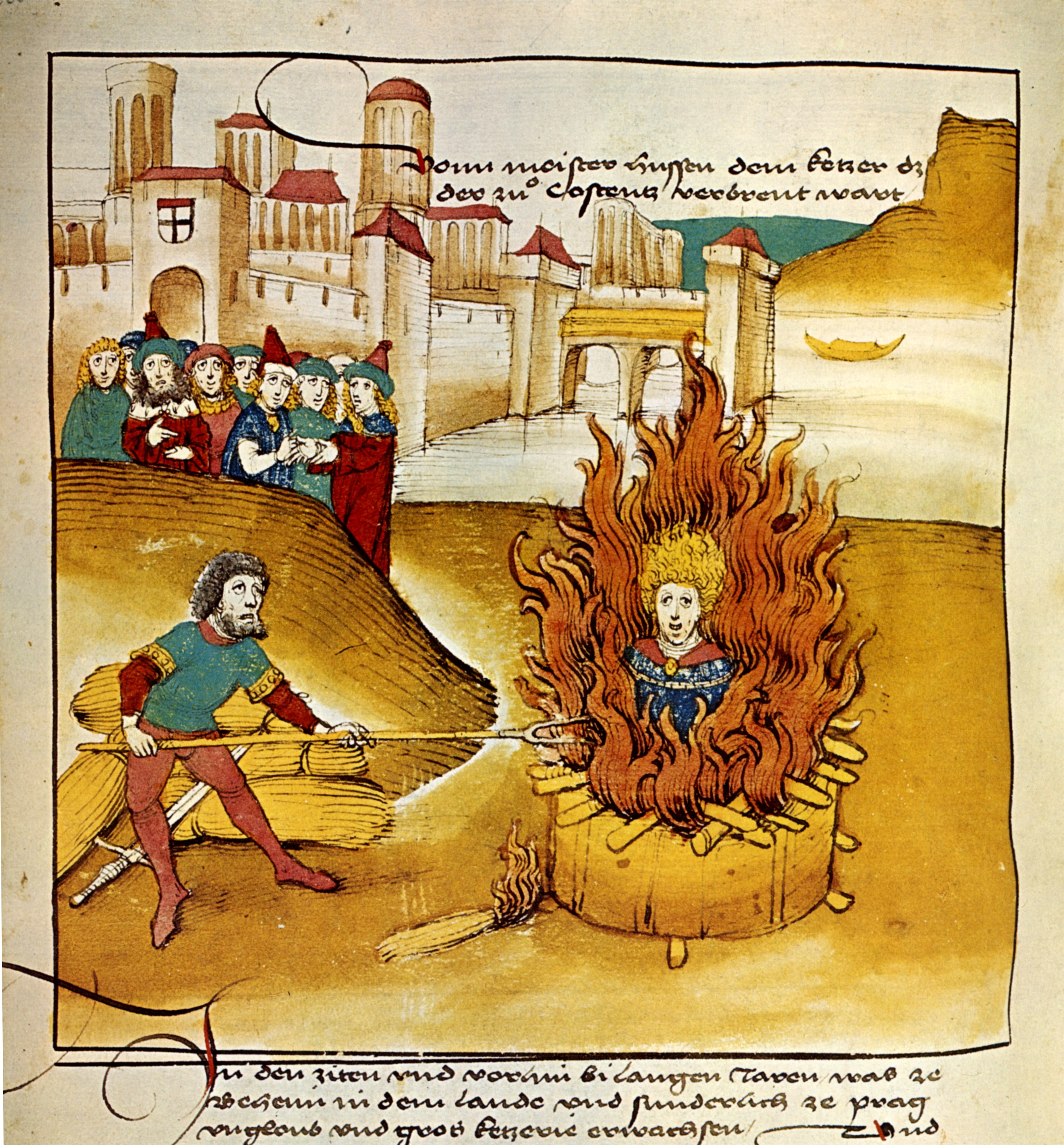
Morte de Jan Hus na fogueira em 1415

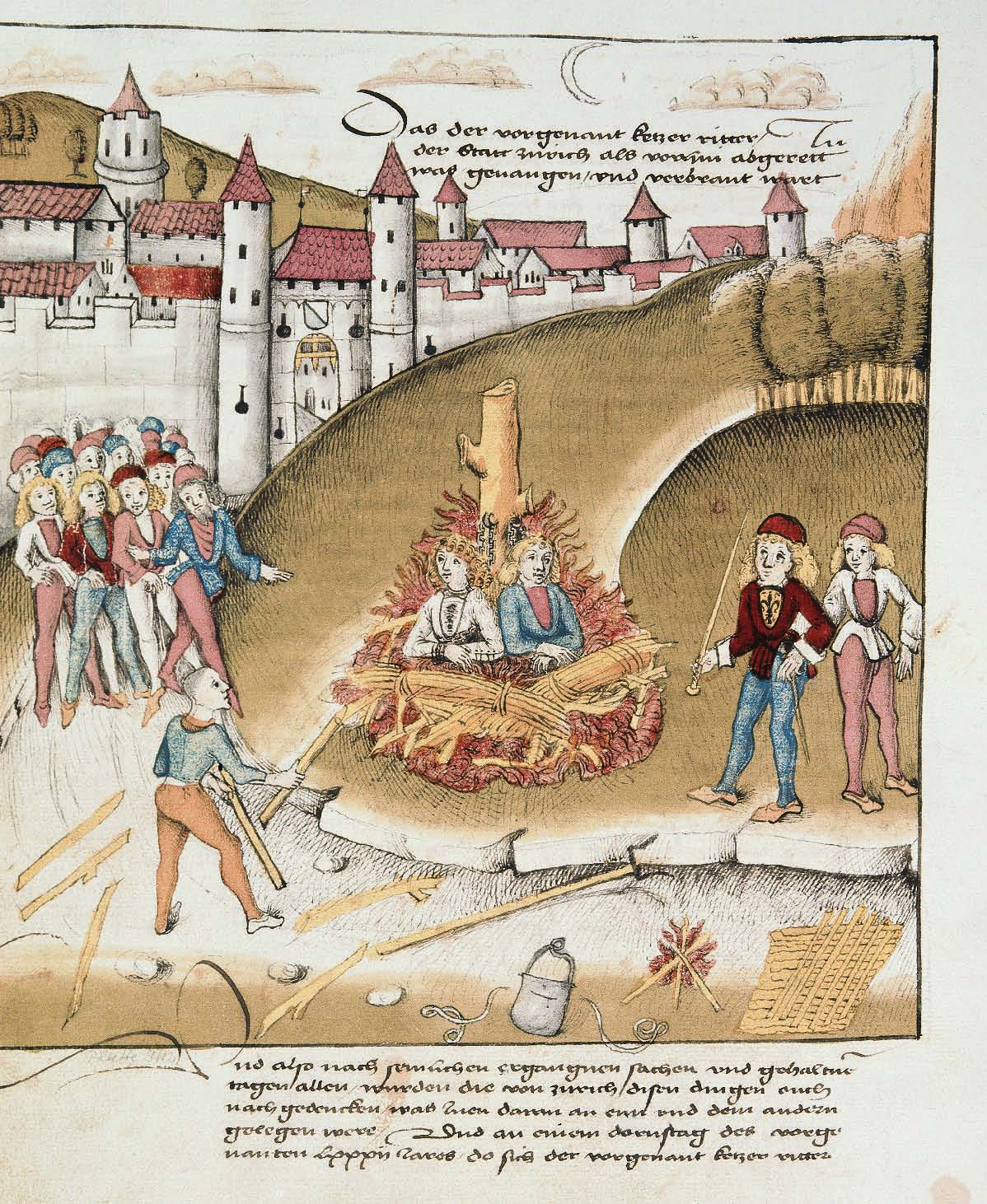
Richard Puller von Hohenburg e o seu criado queimados vivos em Zurique no ano de 1482, por alegada homossexualidade.

## Igreja Católica
1. Prisciliano († 385), decapitado.
2. Ramirdo de Cambrai (1076 ou 1077) (linchado)
3. Pedro de Bruys († 1130) (linchado)
4. Gerard Segarelli († 1300)
5. Maifreda de Pirovano († 1300) (queimada viva por heresia)
6. Andrea Saramita († 1300) (queimado vivo por heresia)
7. Frei Dolcino († 1307)
8. Irmã Margherita († 1307)
9. Irmão Longino († 1307)
10. Marguerite Porete († 1310)
11. Botulf Botulfsson († 1311), o único conhecido herege executado na Suécia durante a Idade Média [2]
12. Jacques de Molay (1243–1314), queimado depois da condenação por um tribunal sob o controle do Rei Felipe IV de França.
13. Guilhèm Belibasta († 1321), o último cátaro
14. Francesco da Pistoia († 1337)
15. Lorenzo Gherardi († 1337)
16. Bartolomeo Greco († 1337)
17. Bartolomeo da Bucciano († 1337)
18. Antonio Bevilacqua († 1337)
19. William Sawtre († 1401)
20. John Badby († 1410)
21. Jan Hus (1371–1415),
22. Jerônimo de Praga (1365–1416),
23. Santa Joana d' Arc (1412–1431),
24. Thomas Bagley († 1431)
25. Pavel Kravař († 1433)
26. Girolamo Savonarola († 1498)
27. Joshua Weißöck (1488–1498)
28. Jean Vallière († 1523)
29. Hendrik Voes († 1523),
30. Jan van Essen († 1523),
31. Jan de Bakker († 1525),
32. Wendelmoet Claesdochter († 1527),
33. Michael Sattler († 1527)
34. Patrick Hamilton († 1528)
35. Balthasar Hubmaier (1485–1528),
36. Georg Blaurock (1491–1529)
37. Hans Langegger († 1529)
38. Giovanni Milanese († 1530)
39. John Frith (1503–1533)
40. Jakob Hutter († 1536)
41. Francisco de San Roman († 1540)
42. Giandomenico dell' Aquila († 1542)
43. George Wishart (1513–1546)
44. John Rogers († 1555)
45. Rowland Taylor († 1555)
46. John Hooper († 1555)
47. Robert Ferrar († 1555)
48. Patrick Pakingham († 1555)
49. Hugh Latimer (1485–1555),
50. Nicholas Ridley (1500–1555)
51. Bartolomeo Hector († 1555)
52. Paolo Rappi († 1555)
53. Vernon Giovanni († 1555)
54. Labori Antonio († 1555)
55. John Bradford († 1555)
56. Thomas Cranmer (1489–1556),
57. Pomponio Angerio († 1556)
58. Nicola Sartonio († 1557)
59. Frei Goffredo Varaglia († 1558)
60. Gisberto di Milanuccio († 1558)
61. Francesco Cartone († 1558)
62. Antonio di Colella († 1559)
63. Antonio Gesualdi († 1559)
64. Giacomo Bonello († 1560)
65. Mermetto Savoiardo († 1560)
66. Dionigi di Cola († 1560)
67. Gian Pascali di Cuneo († 1560)
68. Bernardino Conte († 1560)
69. Giorgio Olivetto († 1567)
70. Luca di Faenza († 1568)
71. Thomas Szük (1522-1568)
72. Bartolomeo Bartoccio († 1569)
73. Dirk Willems († 1569)
74. Frei Arnaldo di Santo Zeno († 1570)
75. Alessandro di Giacomo († 1574)
76. Benedetto Thomaria († 1574)
77. Diego Lopez († 1583)
78. Gabriello Henriquez († 1583)
79. Borro of Arezzo († 1583)
80. Ludovico Moro († 1583)
81. Pietro Benato († 1585)
82. Francesco Gambonelli († 1594)
83. Marcantonio Valena († 1594)
84. Giovanni Antonio da Verona († 1599)
85. Frei Celestino († 1599)
86. Giordano Bruno (1548-1600)
87. Maurizio Rinaldi († 1600)
88. Bartolomeo Coppino ( 1601)
89. Quimpa Vita (1684-1706)
90. Maria Barbara Carillo (1625-1721)

## Igreja Anglicana
1. Anne Askew (1521-1546)
2. Joan Bocher († 1550)
3. George van Parris († 1551)
4. Matthew Hamont († 1579)
5. John Lewes († 1583)
6. Peter Cole († 1587)
7. Francis Kett († 1589)
8. Bartholomew Legate (1575-1612)
9. William Tyndale (1490–1536)
10. Edward Wightman (1566-1612),

## Igreja Ortodoxa
1. Basil the Physician († 1118), pelo imperador Aleixo I Comneno; heresia
2. Avvakum Petrovich (1620-1682), pelo czar Feodor III da Rússia;
3. Quirinus Kuhlmann († 1689), pelo czar Ivan V da Rússia; considerado politicamente perigoso

## Calvinismo
1. Michael Servetus (1511-1553), queimado
2. Mary Dyer (1611-1660), enforcada

## Também
1. Hipátia († 415) (assassinada)
2. Salomão Molcho (1500-1532), apóstata.
3. Étienne Dolet (1509-1546), apóstata.
4. Pomponio Algerio (1531-1556), cozido à morte.
5. Lucilio Vanini († 1618), apóstata.
6. Gabriel Malagrida († 1761), estrangulado